# Creu de terme de Santa Maria (Balaguer)
La Creu de terme de Santa Maria, o Creu de terme del Firal, és una creu de terme monumental de Balaguer (Noguera) situada al carreró que, partint del carrer de Santa Maria, dona accés a l'església de Santa Maria de Balaguer, a tocar de la paret oest del cementiri. Està inclosa en l'Inventari del Patrimoni Arquitectònic de Catalunya.

## Descripció
El conjunt monumental, tot de pedra, mesura 4,20 metres d'alçada, comprenent peanya, base, fust i la creu pròpiament dita. La peanya és octogonal i formada per tres esglaons que sumen 0,76 metre d'alçada i 1,98, 1,28 i 0,81, d'amplada respectivament. Sobre el tercer esglaó s'alça la base també vuitavada, amb un anell al capdamunt, de sols 0,42 metres d'alçada. Damunt s'alça el fust, vuitavat, llis i dividit en dos cossos: un de més gruixut de 0,5 metres d'alt amb un anell motllurat al capdamunt, i la part llarga d'1,84 metres rematada amb un segon anell motllurat. Coronant el monument, sense cap mena de capitell, s'alça la creu pròpiament dita, austera, de tres braços, amb un forat que travessa el punt central i simulant un quadrat interior amb els quatre vèrtexs a cada aixella dels braços.

## Història
No té una datació específica però el pedestal seria original mentre que el fust i la creu s'estimen de mitjans del segle xx, ben segur en reposició d'un element anterior afectat pels estralls de la guerra civil.
Aquesta creu va ser objecte d'un projecte de restauració de les creus de terme endegat per l'Ajuntament de Balaguer en el període 2018-19.